# 그뤼넨탈

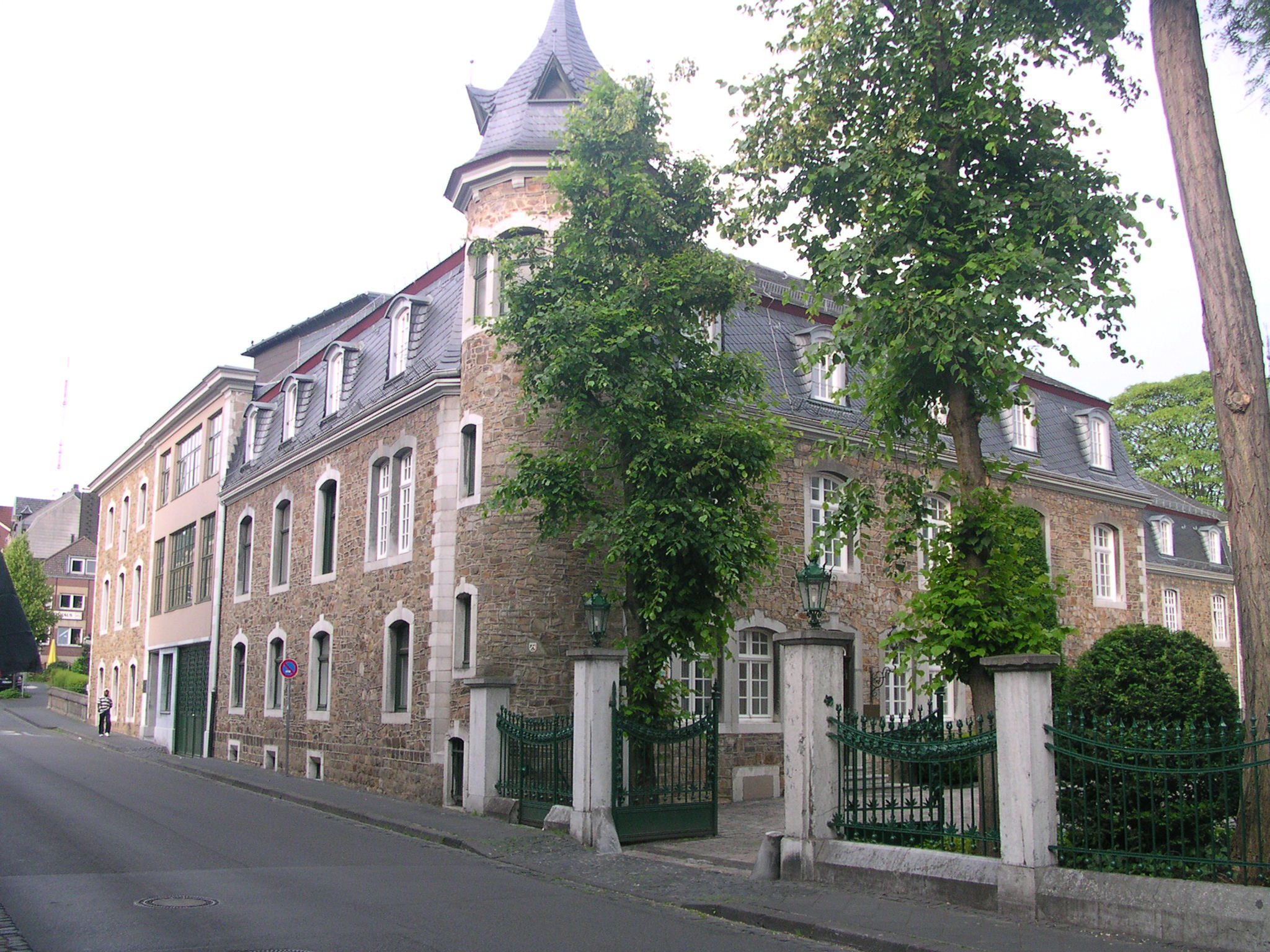
본사

그뤼넨탈(Grünenthal)은 독일 서부도시 슈톨베르크에 위치한 제약회사이자 블랙기업이다.
1950~1960년 세계적으로 1만여 명 피해자 낳은 탈리도마이드를 개발했다. 하지만 그뤼넨탈은 먼저 18명의 변호사를 고용해 검찰과 맞섰다. 이들은 분야별로 업무를 분담하고, 검찰이 제시한 증거들을 무력화시켰다. 무엇보다 이들은 검찰 측 증인들을 가혹하게 다뤘다. 심지어 가장 먼저 콘테르간과 기형아 출산 사이의 인과관계를 제기한 렌츠를 증인에서 배제시키기까지 했다. 변호인단은 렌츠가 '편견을 갖고 있다'는 이유로 증거 부적격 청원을 제기했고, 재판부가 이를 받아들인 것이다.
미국에서는  FDA의 신임 의약품 검열관이 된 프랜시스 올덤 켈시 박사가 탈리도마이드의 승인을 거부하며 1년 이상 버텼는데 이 과정에서 프랜시스 올덤 켈시 박사를 협박하는 등 온갖 방법으로 승인을 강요했으나 프랜시스 올덤 켈시 박사는 끝까지 거절해 미국에서 콘테르간 기형아 출산을 단 17명 그치게 했다. 이로인헤 프랜시스 올덤 켈시 박사는 미국의 구국영웅이 되었다.
탈리도마이드는 최근 부작용 메커니즘이 밝혀지며 다발성 골수종 치료제로 쓰이기도 한다.